# Саклово (Краснокамский район)
Сакло́во (баш. Һаҡлау, Саҡлау) — село в Краснокамском районе Башкортостана, входит в состав Саузбашевского сельсовета.

## История
Первое упоминание Саклово — в договорной записи енейских башкир от 1 января 1745 года. В 1870 году в Саклово было 120 дворов, проживало 691 человек. В 1896 году — 175 дворов и 1107 человек (553 мужчины и 554 женщины). В селе было 2 поташных завода, 5 ветряных и водяных мельниц. В 1883 году была построена каменная церковь. Действовала церковно-приходская школа. Еженедельно проводился базар, работали 3 бакалейные лавки.

## Население
| 2002 | 2009 | 2010 |
| ---- | ---- | ---- |
| 398  | ↗411 | ↘388 |

Национальный состав
Согласно переписи 2002 года, преобладающие национальности — башкиры (59 %), русские (29 %).

## Географическое положение
Находится на левом берегу реки Камы.
Расстояние до:
- районного центра (Николо-Берёзовка): 45 км,
- центра сельсовета (Саузбаш): 6 км,
- ближайшей ж/д станции (Нефтекамск): 38 км.

## Религия

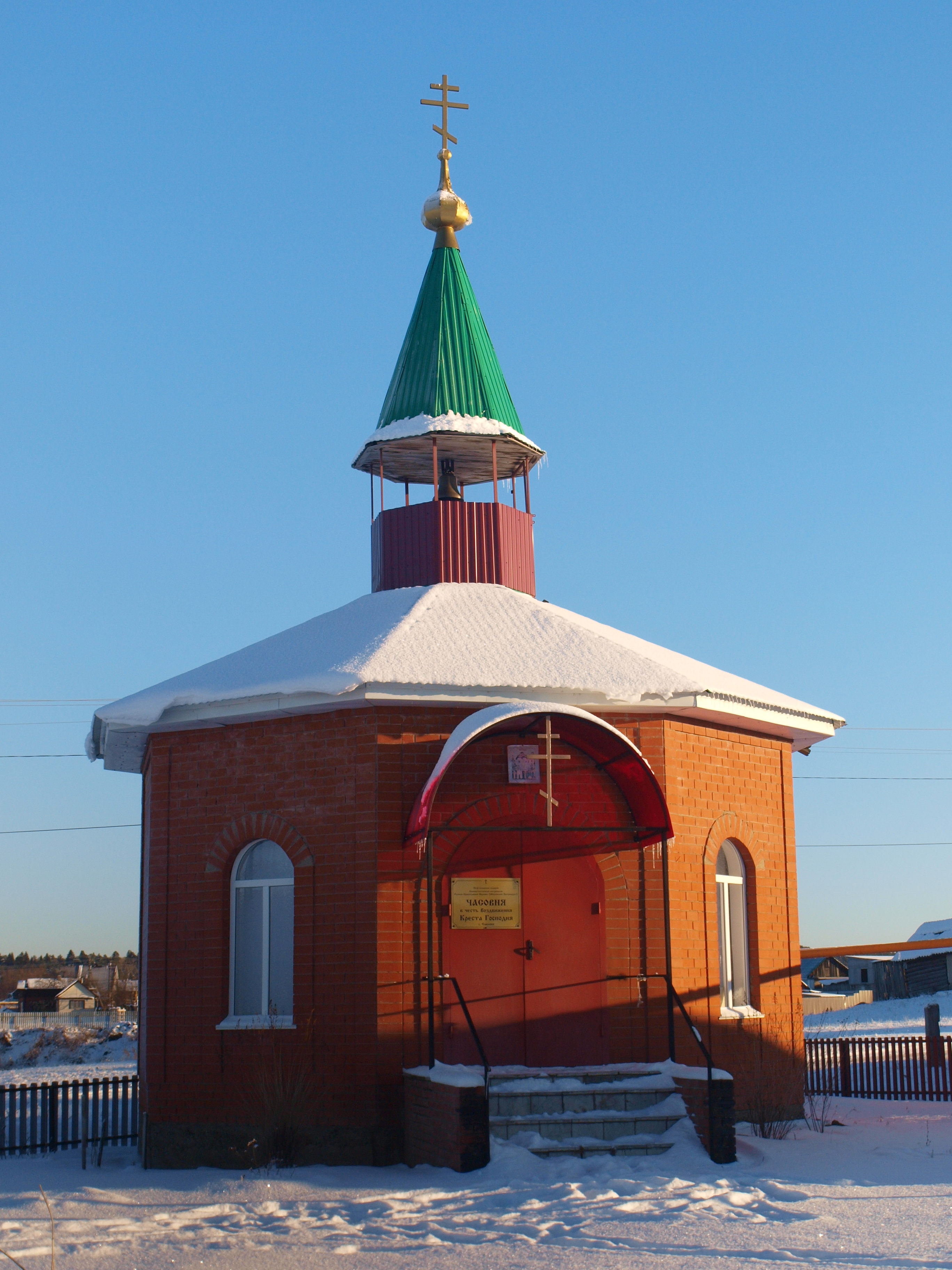
Часовня в Саклово

В селе есть православная часовня в честь Воздвижения Креста Господня (2012) со звонницей (2014).